# Александровск-Сахалинский
Алекса́ндровск-Сахали́нский — город (с 1917 года) в России, административный центр городского округа «Александровск-Сахалинский район» Сахалинской области России.
Назван в честь императора Александра II. Организован как военный Александровский пост в 1881 году, год основания поселения спорен, обычно указывается 1869 год.
Позднее стал одним из мест каторги Российской империи, преимущественно уголовных преступников, работавших на лесозаготовке и на угольных копях.

## География
Расположен на западном побережье острова Сахалин, на берегу Татарского пролива, в 561 км к северу от Южно-Сахалинска, в 60 км от железнодорожной станции Тымовское и в 75 км от аэропорта Зональное.

Александровск-Сахалинский соединён с пос. Тымовское автодорогой Р491 с грунтово-щебёночным покрытием.

## Часовой пояс
Александровск ранее находился в часовом поясе, обозначаемом по международному стандарту как Vladivostok Time Zone (VLAT/VLAST). Смещение относительно Всемирного координированного времени UTC составляет +10:00. Смещение относительно Московского времени (MSK/MSD) составляет +7:00 и обозначался в России соответственно как MSK+7.
В настоящее время, с 2015 года, Александровск, как и весь остров Сахалин, находится в часовом поясе, обозначаемом по международному стандарту как Magadan Time Zone. Смещение относительно UTC составляет +11:00 Относительно Московского времени часовой пояс имеет постоянное смещение +8:00 часов и обозначается в России соответственно как MSK+8.

## История
Год основания Александровского поста спорен; краеведы отсчитывают его от разных событий:
- 1881 год — основание военного поселения пост Александровский (это имя город носил до 1926 года);
- 1869 год — основание фермы на месте будущего поста;
- 1864 год — первые четыре поселенца в Александровской долине (называется также 1862 год, когда 8 поселенцев прибыли на Сахалин).

В 1890 году в пост Александровский приехал на службу вятский архитектор Иван Аполлонович Чарушин, работавший в подчинении начальника острова генерала Владимира Осиповича Кононовича до 1893 года. Наиболее значимой постройкой Чарушина в Александровске называют комплекс морских причалов для погрузки добывавшегося каторжными угля в суда. В 1891 году он выполнил проект Покровской церкви.
В июле 1905 года взят войсками Японской империи. Собранное на исходе Русско-японской войны ополчение с генералом Ляпуновым во главе не смогло оказать сколько-нибудь действенного сопротивления десанту побеждающих в войне японцев.
1 августа 1905 года, сразу же после капитуляции защитников Сахалина, японцы установили военное правление над всем островом, избрав столицей Александровск. Но условия Портсмутского договора 5 сентября 1905 года заставили Японию уйти за 50-ю параллель на юг.
С 1909 года был центром Сахалинской области Российской Империи. С 1918 года по 1920 годы власть в городе принадлежала правительству адмирала Александра Колчака. В период с 1920 по 1925 годы город был оккупирован Японией.
С 1932 года по 1947 год Александровск-Сахалинский являлся административным центром Сахалинской области РСФСР. В 1937 году в городе была зарегистрирована община баптистов, которая одно время была единственной зарегистрированной общиной баптистов на Дальнем Востоке и действовала вплоть до марта 1960 года, когда городские власти запретили её деятельность.

## Население
| 1897    | 1925    | 1926    | 1931    | 1937    | 1939    | 1959    | 1967    | 1970    |
| ------- | ------- | ------- | ------- | ------- | ------- | ------- | ------- | ------- |
| 3860    | ↗8100   | ↘2748   | ↗8100   | ↗17 300 | ↗24 905 | ↘22 206 | ↘21 000 | ↘20 342 |
| 1979    | 1989    | 1992    | 1996    | 1998    | 2000    | 2001    | 2002    | 2003    |
| ↘19 158 | ↗19 166 | ↗19 400 | ↘18 000 | ↘16 800 | ↘15 800 | ↘15 500 | ↘12 826 | ↘12 800 |
| 2005    | 2006    | 2007    | 2008    | 2009    | 2010    | 2011    | 2012    | 2013    |
| ↘12 200 | ↘11 900 | ↘11 600 | ↘11 400 | ↘11 168 | ↘10 613 | ↘10 543 | ↘10 327 | ↘9984   |
| 2014    | 2015    | 2016    | 2017    | 2018    | 2019    | 2020    | 2021    | 2023    |
| ↘9737   | ↘9720   | ↘9697   | ↘9586   | ↘9504   | ↘9346   | ↘9125   | ↘8854   | ↘8769   |

На 1 января 2024 года по численности населения город находился на 950-м месте из 1119 городов Российской Федерации.

Александровск на Сахалине в 1935 году
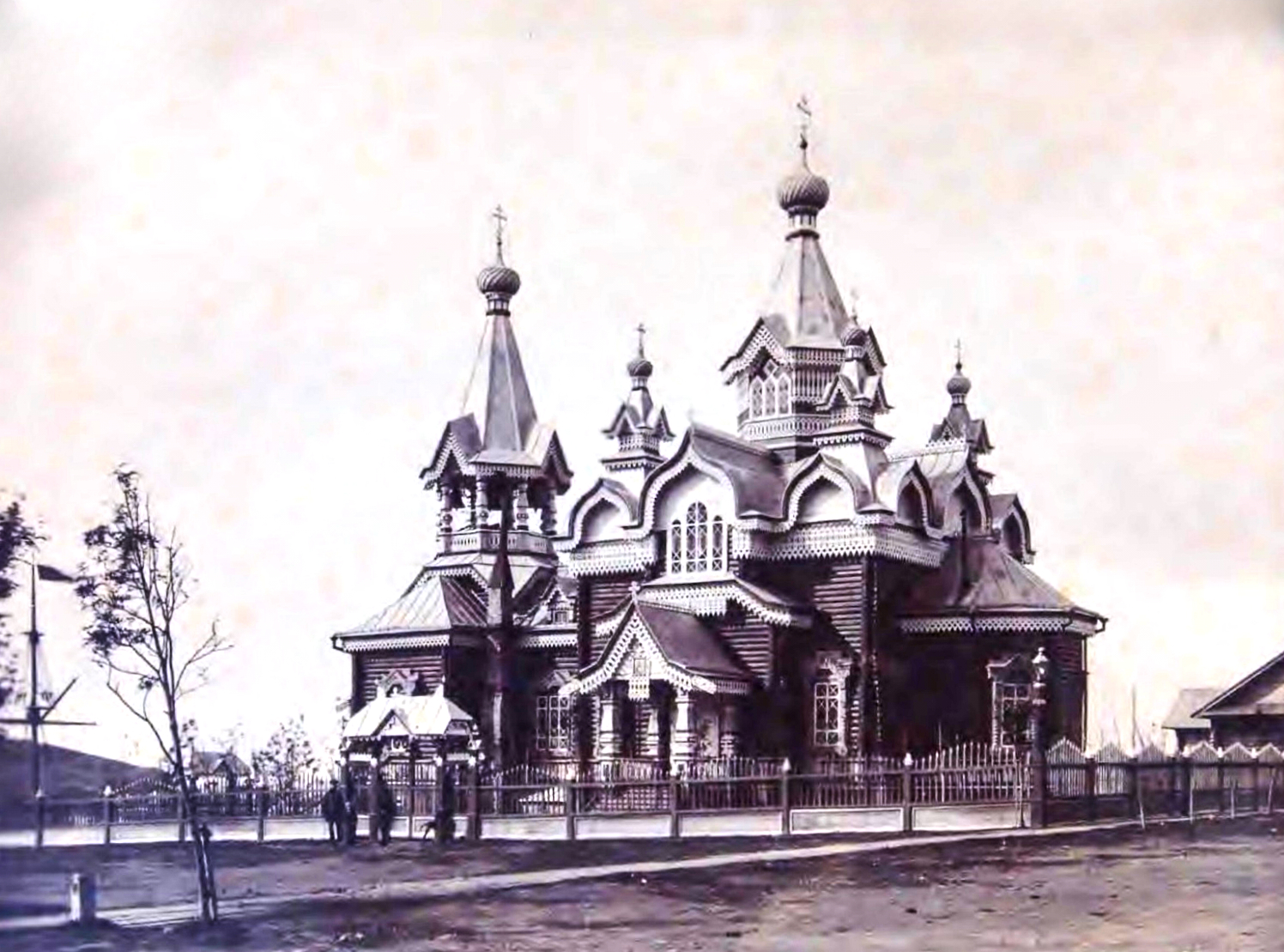
Церковь Покрова Пресвятой Богородицы в Александровске. Снесена приблизительно после 1948 года
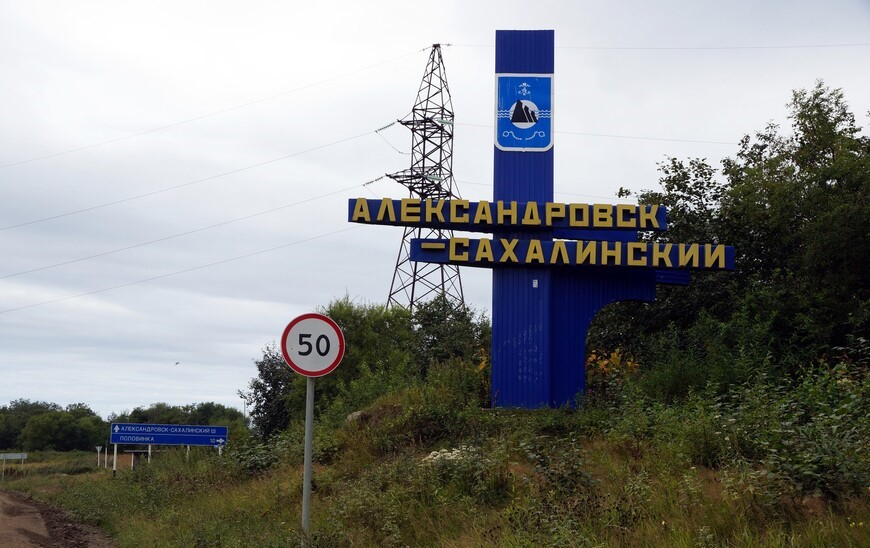
Стела на въезде в город, 2017 год
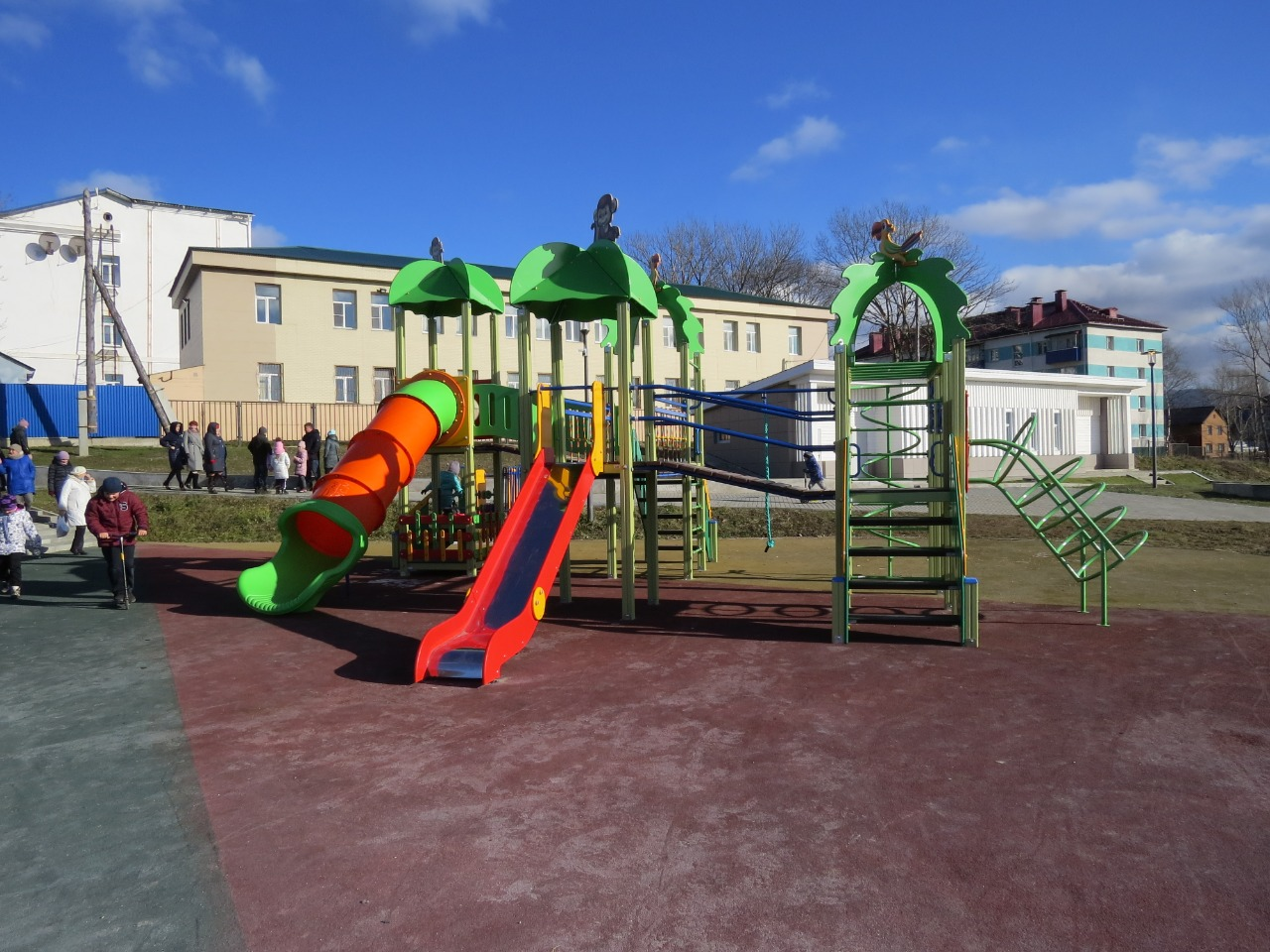
Детская площадка, 2020 год
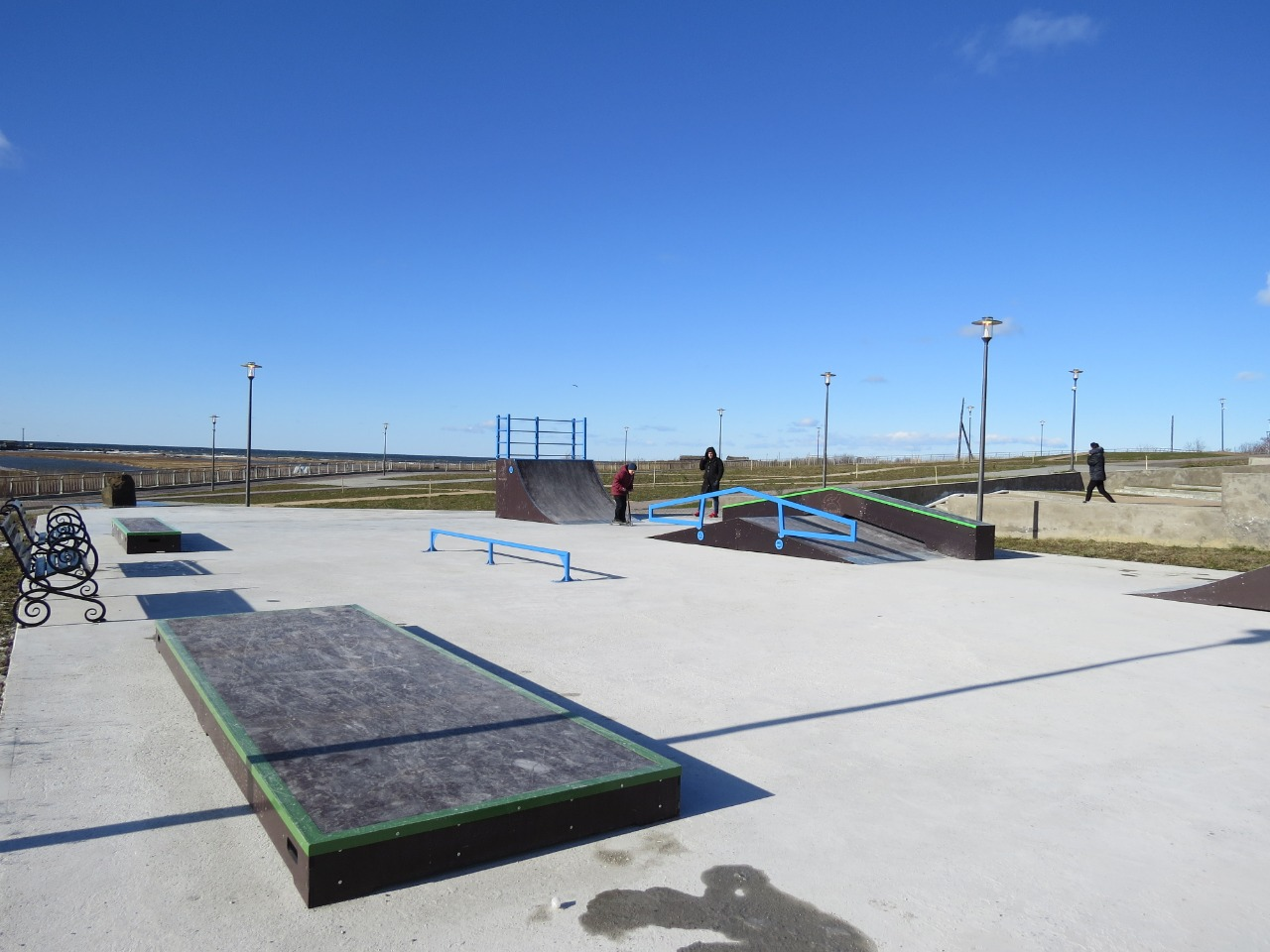
Скейт-парк, 2020 год

## Экономика
Крупных промышленных предприятий в городе нет. Имеется несколько учебных заведений: Александровск-Сахалинский филиал ГБПОУ «Сахалинский базовый медицинский колледж», Александровск-Сахалинский колледж (филиал) ФГБОУ ВО «Сахалинский государственный университет», ГБПОУ «Сахалинский политехнический центр № 1». В июле проводится фестиваль авторской песни «У Трёх братьев».

## Климат
Город Александровск-Сахалинский приравнен к районам Крайнего Севера.
- Среднегодовая температура воздуха — 1,2 °C
- Относительная влажность воздуха — 78 %
- Средняя скорость ветра — 4,1 м/с

| Показатель                      | Янв.  | Фев.  | Март  | Апр.  | Май  | Июнь | Июль | Авг. | Сен. | Окт. | Нояб. | Дек.  | Год  |
| ------------------------------- | ----- | ----- | ----- | ----- | ---- | ---- | ---- | ---- | ---- | ---- | ----- | ----- | ---- |
| Абсолютный максимум, °C         | 4,7   | 5,4   | 11,4  | 20,9  | 28,1 | 29,4 | 32,0 | 31,3 | 28,6 | 21,2 | 13,8  | 5,7   | 32,0 |
| Средний максимум, °C            | −11,3 | −9,7  | −3,4  | 4,0   | 11,2 | 16,0 | 19,6 | 20,6 | 16,9 | 9,1  | −0,9  | −8,6  | 5,3  |
| Средняя температура, °C         | −15,4 | −14,4 | −7,6  | 0,1   | 6,3  | 11,4 | 15,5 | 16,7 | 12,7 | 5,4  | −3,9  | −12   | 1,2  |
| Средний минимум, °C             | −19,4 | −18,8 | −12,1 | −3,4  | 2,4  | 7,6  | 12,0 | 13,3 | 9,0  | 2,0  | −6,9  | −15,4 | −2,5 |
| Абсолютный минимум, °C          | −41   | −37,3 | −34,2 | −25,9 | −8,9 | −2,4 | 0,5  | 1,5  | −2,5 | −15  | −26   | −36,9 | −41  |
| Норма осадков, мм               | 48    | 31    | 35    | 34    | 52   | 45   | 52   | 96   | 90   | 88   | 65    | 70    | 706  |
| Температура воды, °C            | −1,5  | −1,4  | −1,3  | −0,1  | 4,0  | 9,5  | 14,8 | 16,7 | 13,8 | 6,9  | 0,5   | −1,5  | 5,1  |
| Источник: Погода и климат ЕСИМО |       |       |       |       |      |      |      |      |      |      |       |       |      |

| Показатель                        | Янв.  | Фев.  | Март  | Апр. | Май  | Июнь | Июль | Авг. | Сен. | Окт. | Нояб. | Дек.  | Год  |
| --------------------------------- | ----- | ----- | ----- | ---- | ---- | ---- | ---- | ---- | ---- | ---- | ----- | ----- | ---- |
| Средний максимум, °C              | −11,8 | −10,8 | −3,5  | 3,3  | 10,5 | 16,2 | 19,5 | 21,3 | 17,2 | 9,2  | −0,4  | −8,2  | 5,2  |
| Средняя температура, °C           | −15,6 | −15,3 | −7,5  | −0,2 | 6,4  | 12,2 | 15,8 | 17,9 | 13,3 | 5,8  | −2,3  | −10,7 | 1,7  |
| Средний минимум, °C               | −19,4 | −19,8 | −11,6 | −3,7 | 2,1  | 8,1  | 12,1 | 14,4 | 9,3  | 2,6  | −5    | −13,7 | −2,1 |
| Источник: www.weatheronline.co.uk |       |       |       |      |      |      |      |      |      |      |       |       |      |

## Достопримечательности
В городе находятся Краеведческий музей имени А. П. Чехова и Историко-литературный музей «Чехов и Сахалин».
Архитектурным памятником является здание бывшего казначейства, построенное в 1880 году. В сквере музея памятник А. П. Чехову работы Михаила Аникушина.
В 3 км от города — здание маяка постройки 1864 года на мысе Жонкьер. На июль 2013 года маяк и прилежащее к нему здание находятся в запустении и разрушаются под действиями природного характера. К маяку каторжанами вручную прорублен тоннель через скалу, названный в честь российского императора Александра II (Александровский тоннель). А через три года после постройки тоннеля — построена объездная дорога к маяку через сопку. Тоннель имеет вид интеграла и его протяжённость 87 м. Изгиб тоннеля связан с отсутствием при строительстве специалистов по строительству тоннелей в Александровском посту. Тоннель удалось соединить только после появления ссыльного каторжанина, который произвёл расчёты, в результате чего тоннель был спрямлён и соединён. Руководство Тюремного управления, узнав о кривом тоннеле, издало приказ, в котором необходимо было найти ответственного за «кривое» строительство и наказать 200-ми ударами плетьми. Начальство каторги построило 200 каторжан и каждого наказало по одному удару плёткой, таким образом был исполнен приказ Тюремного Управления.
В Александровском посту отбывала каторгу российская авантюристка «Сонька Золотая Ручка», которая умерла от «простуды» в 1902 году, о чём свидетельствует сообщение тюремного начальства. Была похоронена на местном кладбище.
Перед мысом в море, недалеко от берега, стоят три живописные скалы, называемые «Три брата», ставшие символом не только Александровска-Сахалинского, но и всего острова Сахалин.

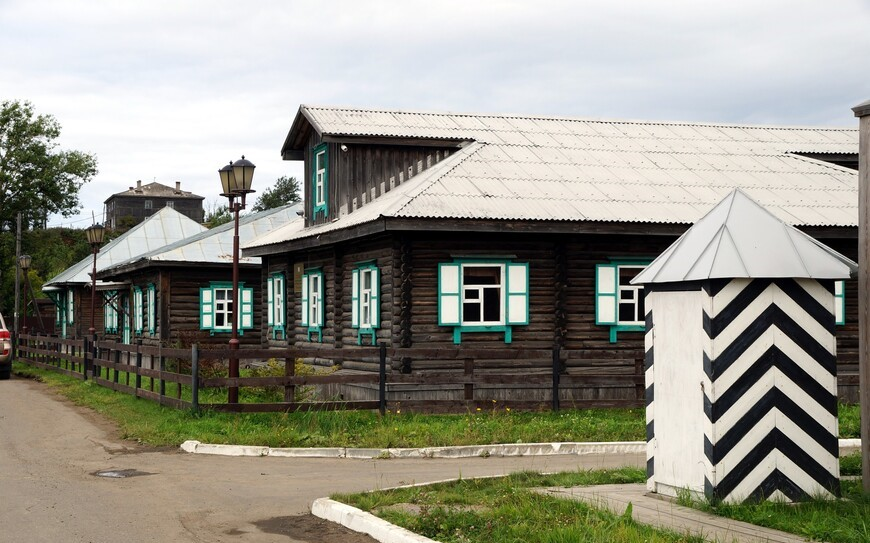
Музей "Чехов и Сахалин" (2017 год)
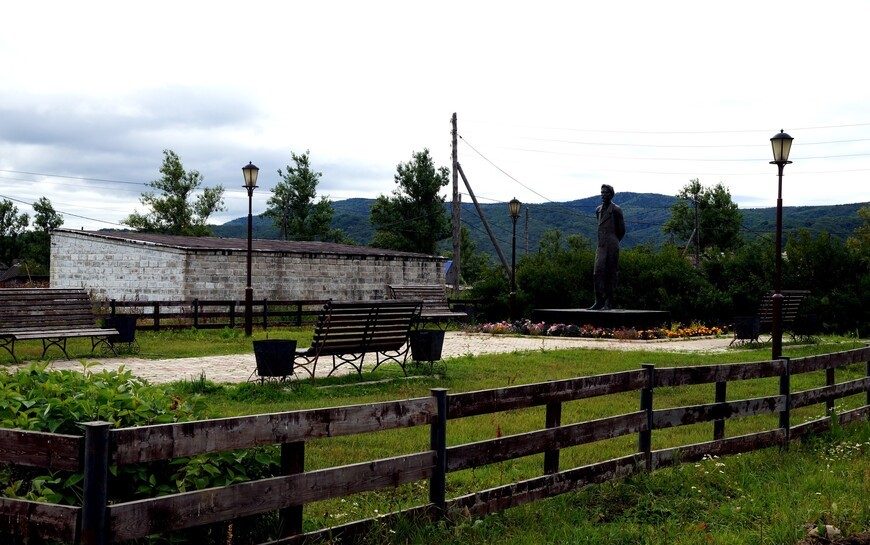
Памятник Чехову (2017 год)
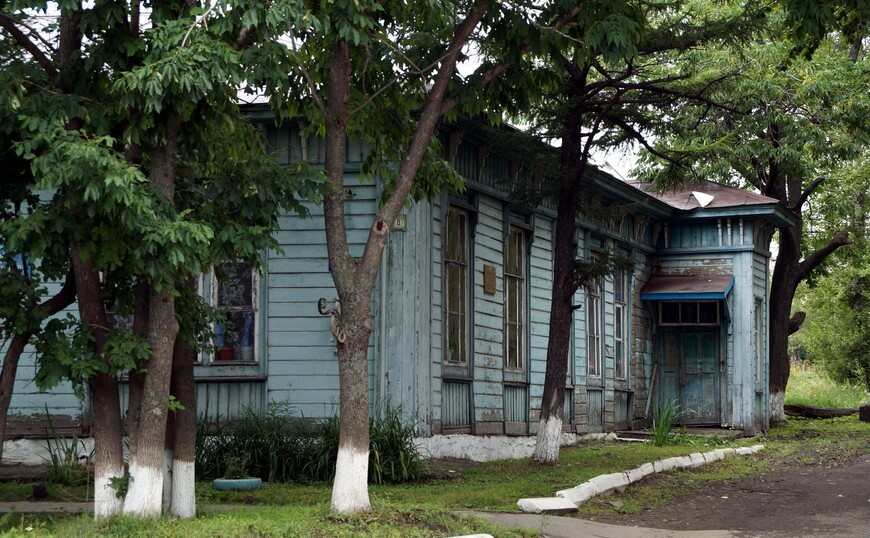
Самое старое здание на Сахалине (2017 год)
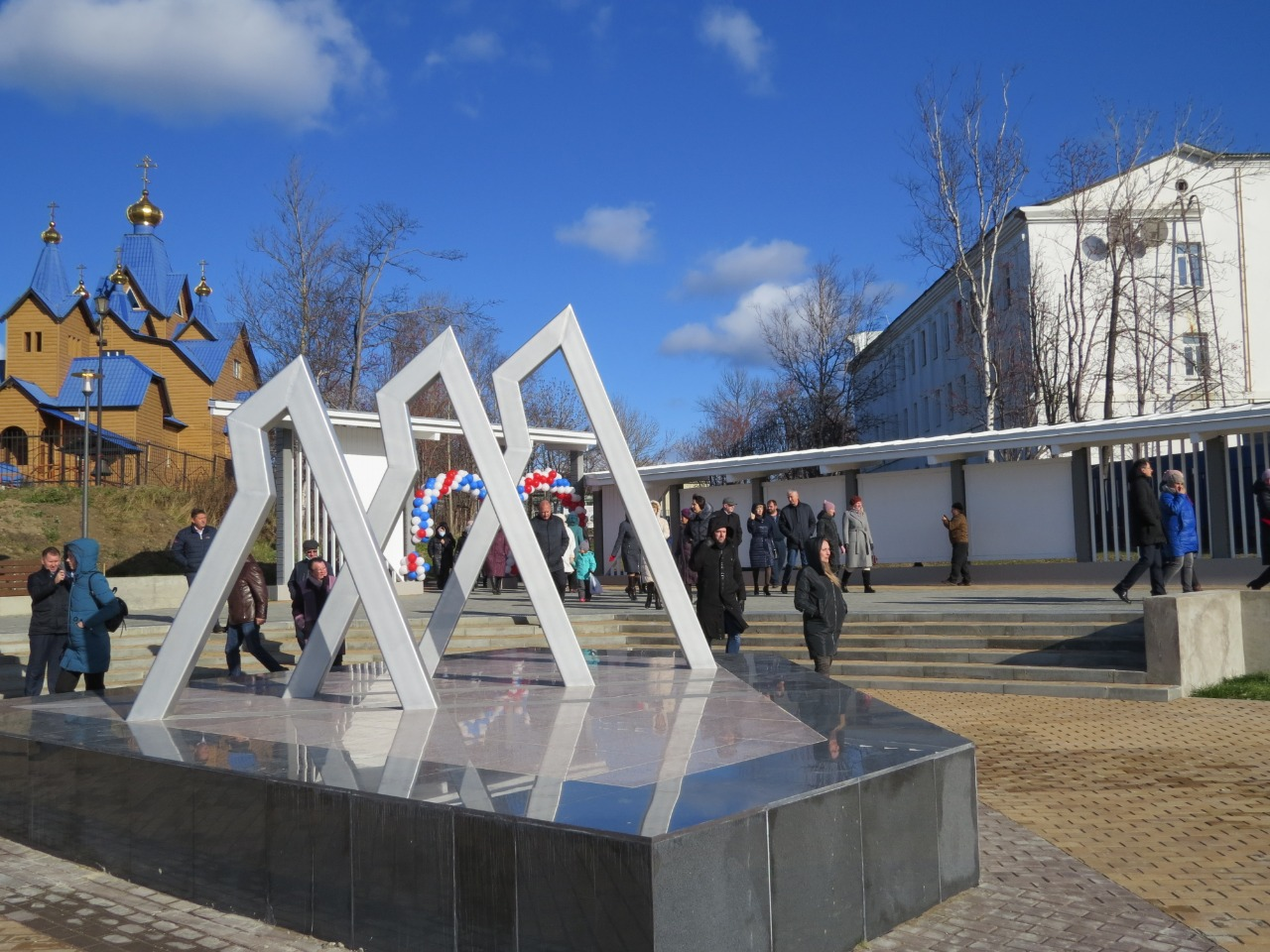
Скульптурная группа "Три брата" (2020 год)

## Александровск в литературе

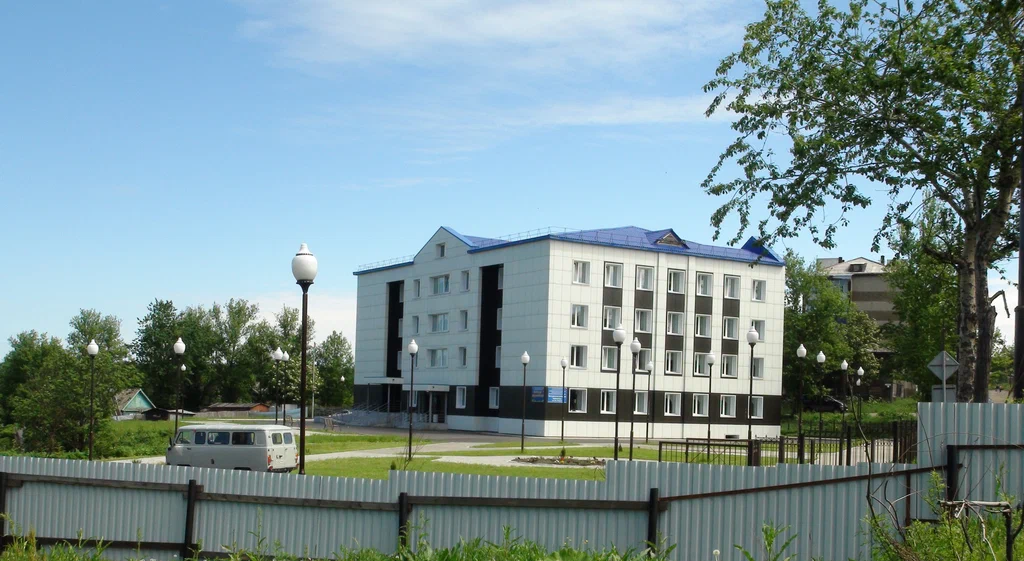
Городская библиотека

В книге Чехова «Остров Сахалин» несколько глав посвящено описанию Александровска. Писатель называл город «Сахалинским Парижем».
В Александровске происходят основные события романа Валентина Пикуля «Каторга» (1987).

## Персоналии
Известные уроженцы города:
- Дмитрий Семёнович Гирев (1 [13] июня 1889 — декабрь 1932) — русский полярный исследователь, участник экспедиции Роберта Скотта на Южный полюс (каюр).
- Василий Ощепков (декабрь 1892 — 10 октября 1937) — родоначальник отечественного дзюдо и один из основателей самбо.
- Владимир Самойлович Оботнин — тренер сборной СССР по лыжам (1956—1961), подготовивший первых советских олимпийских чемпионов по лыжам, в том числе супругов Павла и Алевтину Колчиных).
- Александр Геннадьевич Резанов (род. 6 октября 1948, Александровск-Сахалинский) — советский гандболист, олимпийский чемпион, заслуженный мастер спорта СССР[36].

Другие связанные с городом люди:
- Сонька-Золотая ручка (1846—1902) — провела последние годы жизни на каторге в посту Александровском.
- Слуцкий Игорь Николаевич (род. 17 июля 1967) — российский автор и исполнитель шансона, автор песни «Приходите в мой дом».
- Тарасенко, Павел Павлович (род. 1948) — военачальник пограничных войск, генерал-полковник.

Краеведы утверждают, что именно здесь родился голливудский актёр Юл Бриннер (по официальной биографии, местом рождения является Владивосток). Короткое время здесь проживал и был членом правления рабочего бюро Ян Фабрициус, в погранотряде служил Алексей Маресьев.